# Victor Ponta
Pour les articles homonymes, voir Ponta.
Victor Ponta, né le 20 septembre 1972 à Bucarest, est un homme d'État roumain.
Il est président du Parti social-démocrate (PSD) de 2010 à 2015 et Premier ministre de 2012 à 2015, année de sa démission à la suite de manifestations dénonçant son implication dans des affaires de corruption.
Candidat à l'élection présidentielle de 2014, il est battu au second tour par le libéral Klaus Iohannis. Après avoir fondé le parti centriste Pro Romania (PRO), il arrive quatrième à l'issue du premier tour du scrutin présidentiel de 2025.

## Biographie

### Origines
Victor-Viorel Ponta est issu d'une famille arrivée de Trieste en Transylvanie austro-hongroise pour participer à la construction d'une route entre Pecica et Nădlac au tournant du XXe siècle. Il revendique également des origines aroumaines du côté de sa mère.

### Formation et carrière
Il est diplômé en droit de l'université de Bucarest. Il travaille comme procureur à partir de 1995. En 1998, il rejoint la Cour suprême de justice, dans la section anticorruption, poursuites pénales et criminelles. Le Premier ministre, Adrian Năstase, le promeut chef du département anticorruption du gouvernement en 2001. En 2003, Ponta soutient une thèse sur la Cour pénale internationale sous la direction de Năstase,.

### Ascension politique
En mars 2004, Ponta rentre au gouvernement Năstase en tant que ministre délégué au Financement international et à l'Acquis communautaire. Il se présente aussi aux élections législatives dans le Județ de Gorj sous l'étiquette du Parti social-démocrate (PSD) et est élu, puis réélu en 2008.
En 2010, Ponta brigue la présidence du PSD face au président sortant Mircea Geoană et l'emporte. En 2011, Ponta met en place une coalition politique, l'Union sociale-libérale (USL), unissant le PSD au Parti national libéral (PNL) et au Parti conservateur (PC), issus du centre droit.

### Premier ministre

#### Nomination
Le 27 avril 2012, le gouvernement de centre droit de Mihai Răzvan Ungureanu est renversé par une motion de censure et Ponta se voit chargé de former le nouveau cabinet. Il en annonce la composition le 1er mai. Le Parlement ratifie la nomination du nouveau gouvernement le 7 mai par 284 voix contre 92.

#### Accusations de plagiat
En juin 2012, il est accusé d'avoir plagié dans sa thèse doctorale les travaux de différents spécialistes, portant sur le sujet de l'historique et du fonctionnement de la Cour pénale internationale. La thèse, soutenue en 2003, était encadrée par le Premier ministre Adrian Năstase,,. Il se dit prêt à renoncer à son titre de docteur en décembre 2014 mais aucune loi ne le permet. Finalement, il perd son titre de docteur après qu'une commission a confirmé le plagiat. Un tiers de sa thèse relevait du « copier-coller ».

#### Conflit avec le président Băsescu
Il entre en conflit ouvert avec le président Traian Băsescu dès juin 2012, tout d'abord en limogeant de nombreux hauts fonctionnaires proches de Băsescu, puis en s'affrontant avec le président pour savoir qui doit représenter le pays au Conseil européen des 28 et 29 juin.
Le 3 juillet suivant, la coalition au pouvoir remplace les présidents de la Chambre des députés et du Sénat, alliés du chef de l'État. Trois jours après, Ponta obtient la suspension du président Băsescu lors d'un vote du Parlement. Le référendum organisé le 29 juillet et devant confirmer ou non la destitution du président n'est pas validé en raison d'une participation insuffisante. En conséquence, le 28 août suivant, Traian Băsescu retrouve ses fonctions à la tête de l'État.

#### Élections législatives de 2012
Après la très large victoire de l'Union sociale-libérale aux élections législatives du 9 décembre 2012, qui remporte 58,6 % des voix et 273 sièges sur les 412 de la Chambre des députés et 60,1 % des voix et 122 sièges sur les 176 du Sénat, Victor Ponta est chargé par le chef de l'État, le 17 décembre, de former le nouveau gouvernement.
Devant le Parlement, il affirme sa volonté de trouver un nouvel accord avec le Fonds monétaire international (FMI) tout en se disant opposé à certaines préconisations formulées par le FMI, la Commission européenne et la Banque centrale européenne, après quoi son gouvernement obtient la confiance des parlementaires.

#### Formation d'une nouvelle coalition
En février 2014, le PNL quitte la coalition USL, et le gouvernement Ponta se retrouve en minorité à la Chambre. Ponta réussit à reconstituer un gouvernement majoritaire à la Chambre dans une coalition nommée « Union sociale-démocrate » et composée du PSD, du PC et de l'Union nationale pour le progrès de la Roumanie (UNPR). Cette coalition est de plus soutenue par le parti de la minorité hongroise, l'Union démocrate magyare de Roumanie (UDMR) qui obtient deux postes de ministres dans le nouveau gouvernement.

#### Candidature présidentielle de 2014
Il annonce, le 29 juillet suivant, qu'il sera candidat lors de l'élection présidentielle des 2 et 16 novembre, souhaitant développer « un projet national pour une Roumanie puissante » et se félicitant d'avoir mis fin aux politiques d'austérité imposées par ses prédécesseurs. Le 2 novembre, Ponta arrive en tête du premier tour avec 40,3 % des voix, devant Klaus Iohannis, le candidat du Parti national libéral, second avec 30,4 %. Au second tour, il est nettement défait avec près de dix points de retard sur son adversaire libéral.
Il doit faire face, peu après, au départ de l'UDMR de sa coalition. En conséquence, il constitue le 14 décembre le gouvernement Ponta IV, auquel participent le PSD, le PC, l'UNPR et le Parti libéral-réformateur (PLR), formation dissidente du PNL constituée autour de Călin Popescu-Tăriceanu. Il remporte sans aucune difficulté le vote de confiance organisé devant la session conjointe du Parlement le lendemain, par 377 voix contre 134, soit une soixantaine de plus que le total de sa nouvelle majorité. À l'occasion de ce vote, il réaffirme son rejet de l'austérité et dit espérer une cinquième année consécutive de croissance économique.

#### Affaires judiciaires et démission
Le 5 juin 2015, la Direction nationale anticorruption (DNA) annonce l'ouverture d'une procédure pénale à son encontre. Il est soupçonné, entre autres, de corruption, d'évasion fiscale, de complicité de blanchiment d'argent et de conflit d'intérêts. Ses relations avec son ancien ministre Dan Șova, qui fait l'objet d'une enquête pour corruption et est soupçonné de complicité d'abus de pouvoirs dans trois dossiers, sont notamment en cause.
C'est la première fois qu'un Premier ministre roumain en exercice fait l'objet de poursuites judiciaires. Le président Klaus Iohannis réclame alors sa démission, invoquant « une situation impossible » pour le pays. Victor Ponta refuse de démissionner, déclarant que « seul le Parlement peut [le] démettre ».
Le 22 juin 2015, il part en Turquie pour subir une opération au genou. Le vice-Premier ministre Gabriel Oprea assure alors ses fonctions jusqu'au 9 juillet 2015. Durant cette période, Victor Ponta est cité plusieurs fois par la DNA.
Victor Ponta démissionne de la présidence du PSD le 12 juillet 2015. Le lendemain, le 13 juillet 2015, le parquet annonce sa mise en examen pour les faits qui lui sont reprochés. Il réitère son intention de rester au pouvoir alors que des appels à sa démission apparaissent dans son propre camp.
Il démissionne de son poste de Premier ministre le 4 novembre 2015, après de grandes manifestations dénonçant un lien entre les scandales de corruption et le bilan tragique de l'incendie d'une discothèque de Bucarest. Le ministre de l'Éducation, Sorin Cîmpeanu, est nommé le lendemain par Klaus Iohannis pour assurer l'intérim, avant la formation d'un nouveau gouvernement par l'ancien commissaire européen Dacian Cioloș.

#### Après le gouvernement
En septembre 2016, Victor Ponta est visé par une nouvelle enquête de la DNA : il est accusé d'abus de pouvoir et de complicité d'évasion fiscale. Il se trouve alors placé sous contrôle judiciaire,.
En juin 2017, il est nommé secrétaire général du gouvernement Grindeanu, ce qui conduit à son exclusion du PSD ; le gouvernement Grindeanu est renversé quelques jours plus tard.
Il fonde le parti Pro Romania, dont il devient président, début 2018. Le parti arrive en quatrième position et obtient deux élus, aux élections européennes de 2019 en Roumanie.
Le 6 octobre 2024, en vue des élections parlementaires roumaines de 2024 pour lesquelles il brigue un siège de député, il retourne au PSD.
En 2025, il annonce dans une lettre ouverte qu'il quitte le PSD, à la suite de la décision de son parti de soutenir la candidature de Crin Antonescu à l'élection présidentielle de mai. Lui-même se présente lors de ce scrutin et est éliminé au premier tour avec 13 % des voix.